# باشگاه فوتبال روت وایس اهلن
روت وایس اهلن (به آلمانی: Rot Weiss Ahlen) باشگاه فوتبالی است که در شهر اهلن قرار دارد و در سال ۱۹۹۶ تأسیس شده‌است.
این باشگاه هم‌اکنون در بوندس‌لیگا ۲ آلمان بازی می‌کند. (فصل ۲۰–۲۰۱۹)